# Saint-Bauzile (Lozère)
Pour les articles homonymes, voir Saint-Bauzile.
Saint-Bauzile est une commune française, située dans le centre du département de la Lozère en région Occitanie.
Exposée à un climat de montagne, elle est drainée par le Bramont, la Nize et par divers autres petits cours d'eau. Incluse dans les Cévennes, la commune possède un patrimoine naturel remarquable : un site Natura 2000 (le « Valdonnez ») et cinq zones naturelles d'intérêt écologique, faunistique et floristique.
Saint-Bauzile est une commune rurale qui compte 590 habitants en 2022, après avoir connu une forte hausse de la population depuis 1962.  Elle fait partie de l'aire d'attraction de Mende. Ses habitants sont appelés les Bauziliens ou  Bauziliennes.

## Géographie

### Communes limitrophes
Les communes limitrophes sont  Balsièges, Brenoux, Gorges du Tarn Causses, Ispagnac, Mende et Saint-Étienne-du-Valdonnez.
|                        | Mende         |                            |
| Balsièges              | Saint-Bauzile | Brenoux                    |
| Gorges du Tarn Causses | Ispagnac      | Saint-Étienne-du-Valdonnez |

### Climat
Pour des articles plus généraux, voir Climat de l'Occitanie et Climat de la Lozère.
En 2010, le climat de la commune est de type climat des marges montargnardes, selon une étude s'appuyant sur une série de données couvrant la période 1971-2000. En 2020, Météo-France publie une typologie des climats de la France métropolitaine dans laquelle la commune est exposée à un climat de montagne ou de marges de montagne et est dans la région climatique Sud-est du Massif Central, caractérisée par une pluviométrie annuelle de 1 000 à 1 500 mm, minimale en été, maximale en automne.
Pour la période 1971-2000, la température annuelle moyenne est de 9,9 °C, avec une amplitude thermique annuelle de 15,8 °C. Le cumul annuel moyen de précipitations est de 1 017 mm, avec 9,9 jours de précipitations en janvier et 5,4 jours en juillet. Pour la période 1991-2020, la température moyenne annuelle observée sur la station météorologique la plus proche, située sur la commune de Mende à 4 km à vol d'oiseau, est de 10,7 °C et le cumul annuel moyen de précipitations est de 846,1 mm,. Pour l'avenir, les paramètres climatiques de la commune estimés pour 2050 selon différents scénarios d'émission de gaz à effet de serre sont consultables sur un site dédié publié par Météo-France en novembre 2022.

### Milieux naturels et biodiversité

#### Espaces protégés
La protection réglementaire est le mode d’intervention le plus fort pour préserver des espaces naturels remarquables et leur biodiversité associée,.
Dans ce cadre, la commune fait partie de l'aire d'adhésion du Parc national des Cévennes. Ce  parc national, créé en 1967, est un territoire de moyenne montagne formé de cinq entités géographiques : le massif de l'Aigoual, le causse Méjean avec les gorges du Tarn et de la Jonte, le mont Lozère, les vallées cévenoles ainsi que le piémont cévenol.
La commune fait également partie de la zone de transition des Cévennes, un territoire d'une superficie de 116 032 ha reconnu réserve de biosphère par l'UNESCO en 1985 pour la mosaïque de milieux naturels qui la composent et qui abritent une biodiversité exceptionnelle, avec 2 400 espèces animales, 2 300 espèces de plantes à fleurs et de fougères, auxquelles s’ajoutent d’innombrables mousses, lichens, champignons,.

#### Réseau Natura 2000

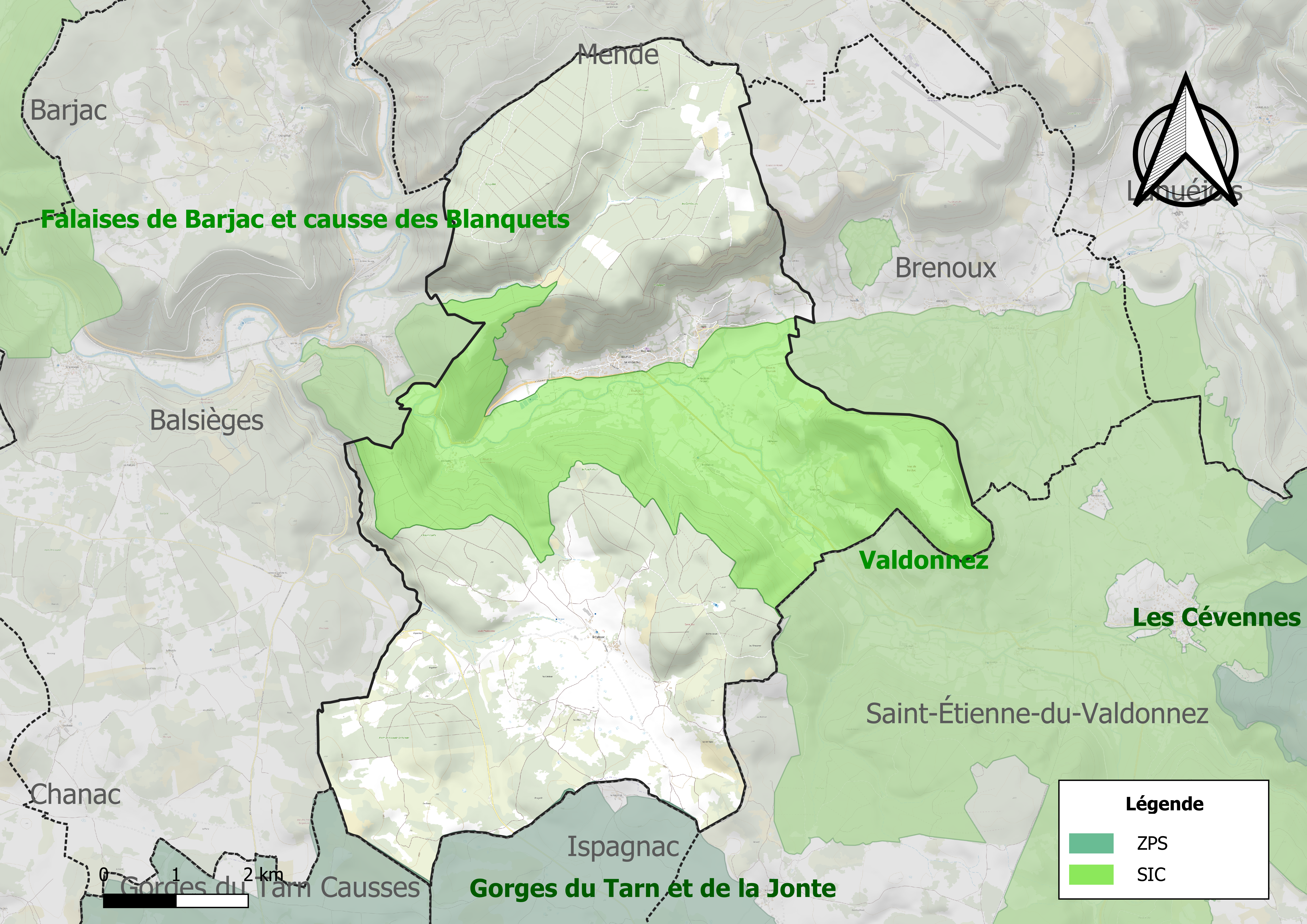
Site Natura 2000 sur le territoire communal.

Le réseau Natura 2000 est un réseau écologique européen de sites naturels d'intérêt écologique élaboré à partir des directives habitats et oiseaux, constitué de zones spéciales de conservation (ZSC) et de zones de protection spéciale (ZPS).
Un site Natura 2000 a été défini sur la commune au titre de la directive habitats : le « Valdonnez », d'une superficie de 5 000 ha, présentant une grande diversité d'habitats naturels propices à la richesse de la faune et de la flore.

#### Zones naturelles d'intérêt écologique, faunistique et floristique
L’inventaire des zones naturelles d'intérêt écologique, faunistique et floristique (ZNIEFF) a pour objectif de réaliser une couverture des zones les plus intéressantes sur le plan écologique, essentiellement dans la perspective d’améliorer la connaissance du patrimoine naturel national et de fournir aux différents décideurs un outil d’aide à la prise en compte de l’environnement dans l’aménagement du territoire.
Trois ZNIEFF de type 1 sont recensées sur la commune :
- les « falaises du Truc de Balduc » (548 ha), couvrant 3 communes du département[17] ;
- l'« Ubac du causse de Mende » (77 ha), couvrant 2 communes du département[18] ;
- la « vallée du Bramont en amont de Balsièges » (194 ha), couvrant 3 communes du département[19] ;

et deux ZNIEFF de type 2, : 
- le « causse de Sauveterre » (19 759 ha), couvrant 11 communes du département[20] ;
- les « causses de Marvejols et de Mende » (18 190 ha), couvrant 24 communes du département[21].

Cartes des ZNIEFF de type 1 et 2 à Saint-Bauzile.
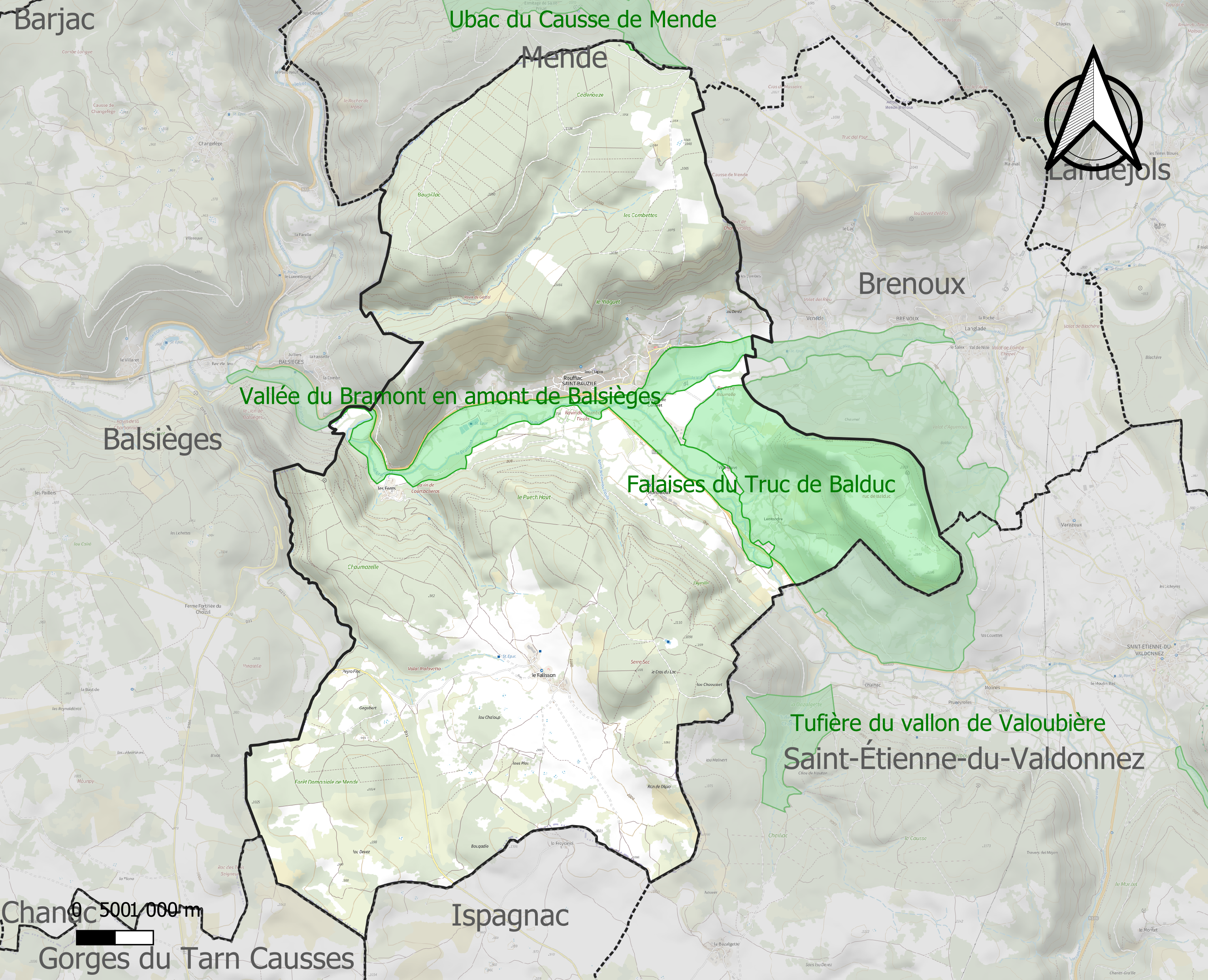
Carte des ZNIEFF de type 1 sur la commune.
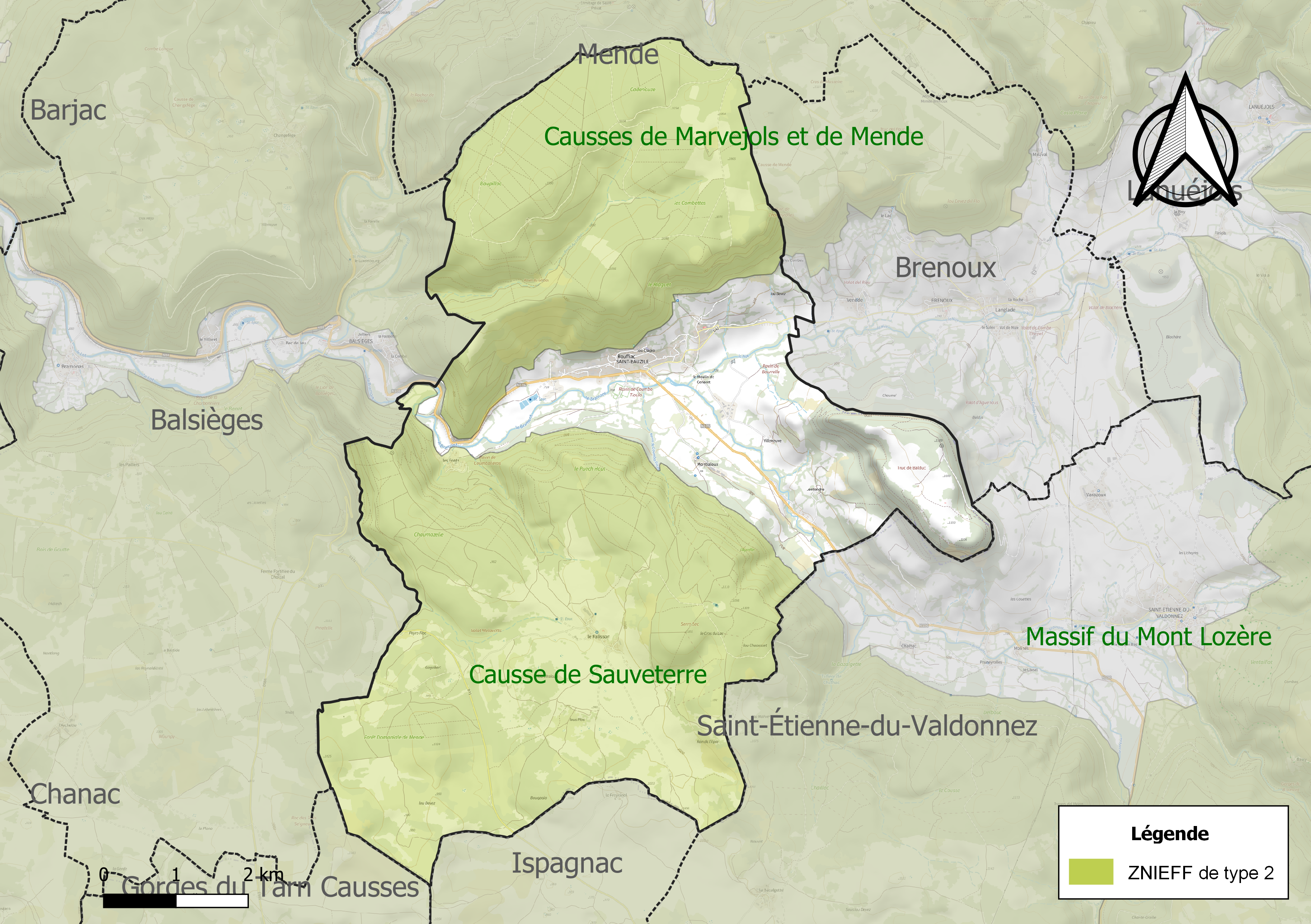
Carte des ZNIEFF de type 2 sur la commune.

## Urbanisme

### Typologie
Au 1er janvier 2024, Saint-Bauzile est catégorisée commune rurale à habitat dispersé, selon la nouvelle grille communale de densité à sept niveaux définie par l'Insee en 2022.
Elle est située hors unité urbaine. Par ailleurs la commune fait partie de l'aire d'attraction de Mende, dont elle est une commune de la couronne,. Cette aire, qui regroupe 31 communes, est catégorisée dans les aires de moins de 50 000 habitants,.

### Occupation des sols
L'occupation des sols de la commune, telle qu'elle ressort de la base de données européenne d’occupation biophysique des sols Corine Land Cover (CLC), est marquée par l'importance des forêts et milieux semi-naturels (73,5 % en 2018), une proportion sensiblement équivalente à celle de 1990 (73,9 %). La répartition détaillée en 2018 est la suivante : 
forêts (60,2 %), zones agricoles hétérogènes (21,6 %), milieux à végétation arbustive et/ou herbacée (13,3 %), prairies (3,5 %), zones urbanisées (1,5 %). L'évolution de l’occupation des sols de la commune et de ses infrastructures peut être observée sur les différentes représentations cartographiques du territoire : la carte de Cassini (XVIIIe siècle), la carte d'état-major (1820-1866) et les cartes ou photos aériennes de l'IGN pour la période actuelle (1950 à aujourd'hui).

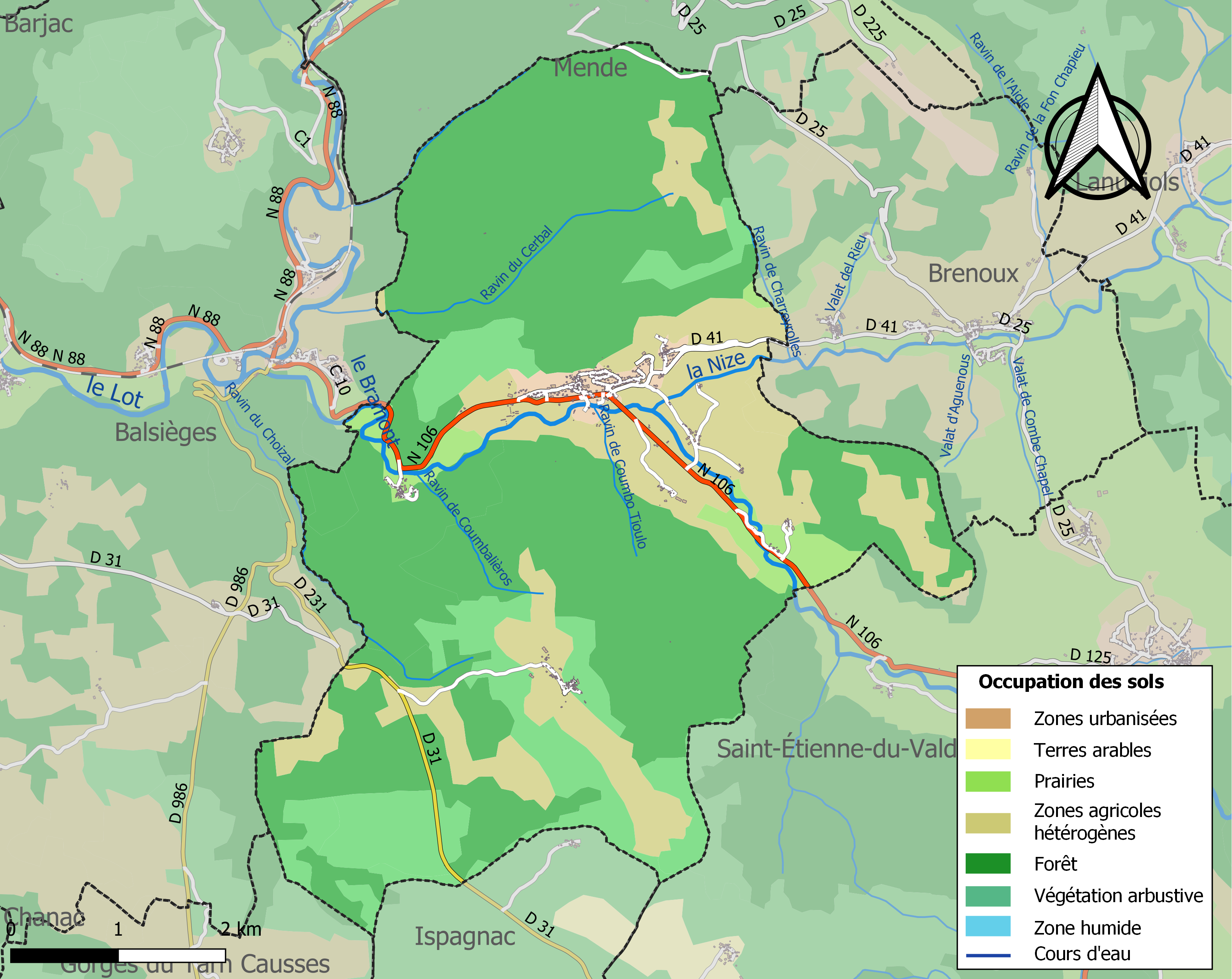
Carte des infrastructures et de l'occupation des sols de la commune en 2018 (CLC).

### Risques majeurs
Le territoire de la commune de Saint-Bauzile est vulnérable à différents aléas naturels : météorologiques (tempête, orage, neige, grand froid, canicule ou sécheresse), inondations, feux de forêts, mouvements de terrains et séisme (sismicité faible). Il est également exposé à un risque technologique,  le transport de matières dangereuses. Un site publié par le BRGM permet d'évaluer simplement et rapidement les risques d'un bien localisé soit par son adresse soit par le numéro de sa parcelle.

#### Risques naturels
Certaines parties du territoire communal sont susceptibles d’être affectées par le risque d’inondation par débordement de cours d'eau, notamment le Bramont et la Nize. La commune a été reconnue en état de catastrophe naturelle au titre des dommages causés par les inondations et coulées de boue survenues en 1982, 1994 et 2003,.
Saint-Bauzile est exposée au risque de feu de forêt. Un plan départemental de protection des forêts contre les incendies (PDPFCI) a été approuvé en décembre 2014 pour la période 2014-2023. Les mesures individuelles de prévention contre les incendies sont précisées par divers arrêtés préfectoraux et s’appliquent dans les zones exposées aux incendies de forêt et à moins de 200 mètres de celles-ci. L’arrêté du 23 mars 2018, complété par un arrêté de 2020, réglemente l'emploi du feu en interdisant notamment d’apporter du feu, de fumer et de jeter des mégots de cigarette dans les espaces sensibles et sur les voies qui les traversent sous peine de sanctions. L'arrêté du 23 août 2021, abrogeant un arrêté de 2002, rend le débroussaillement obligatoire, incombant au propriétaire ou ayant droit,,.

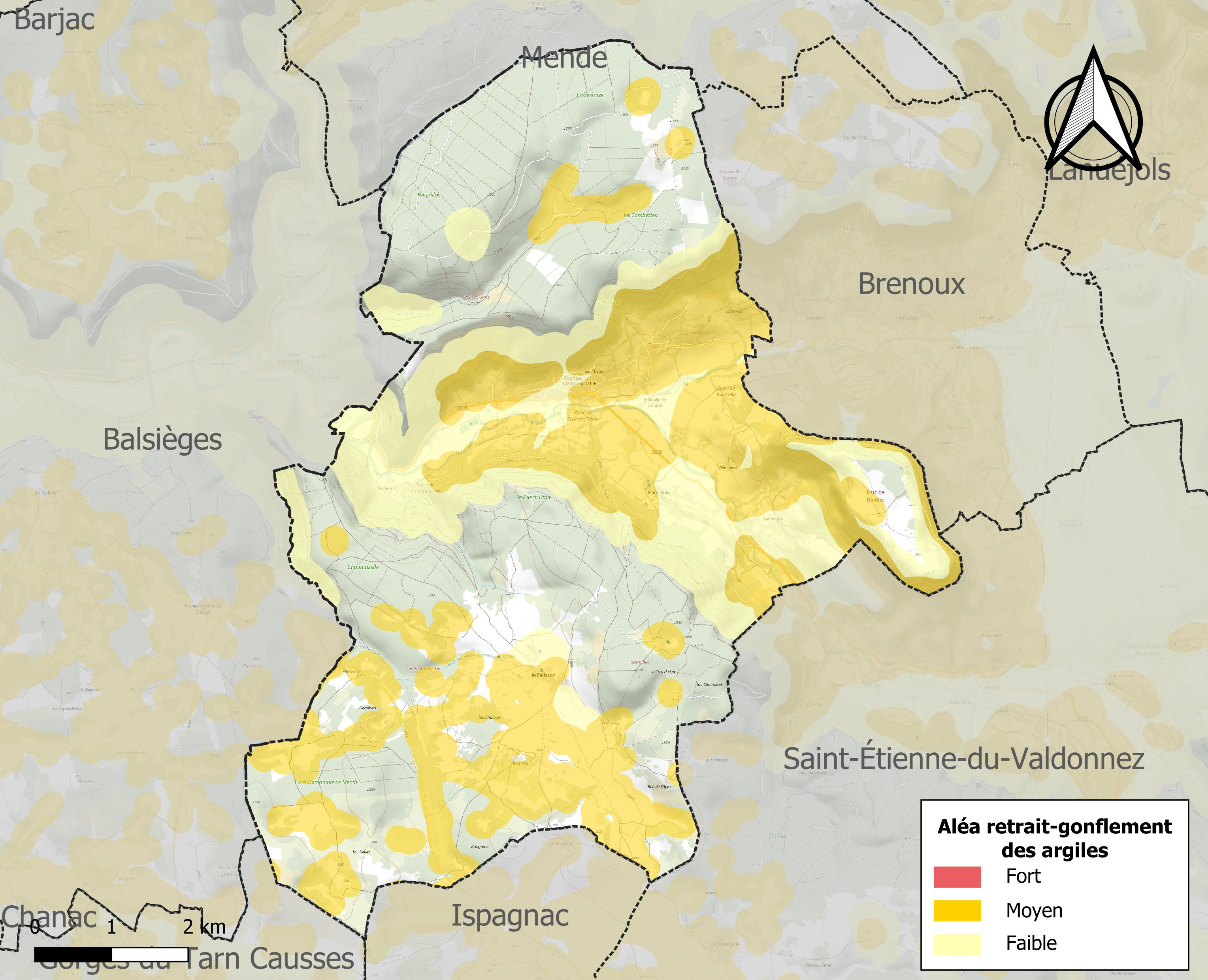
Carte des zones d'aléa retrait-gonflement des sols argileux de Saint-Bauzile.

Les mouvements de terrains susceptibles de se produire sur la commune sont des affaissements et effondrements liés aux cavités souterraines (hors mines), des éboulements, chutes de pierres et de blocs, des glissements de terrain et des tassements différentiels. Par ailleurs, afin de mieux appréhender le risque d’affaissement de terrain, l'inventaire national des cavités souterraines permet de localiser celles situées sur la commune.
Le retrait-gonflement des sols argileux est susceptible d'engendrer des dommages importants aux bâtiments en cas d’alternance de périodes de sécheresse et de pluie. 36,8 % de la superficie communale est en aléa moyen ou fort (15,8 % au niveau départemental et 48,5 % au niveau national). Sur les 272 bâtiments dénombrés sur la commune en 2019,  184 sont en aléa moyen ou fort, soit 68 %, à comparer aux 14 % au niveau départemental et 54 % au niveau national. Une cartographie de l'exposition du territoire national au retrait gonflement des sols argileux est disponible sur le site du BRGM,.
Par ailleurs, afin de mieux appréhender le risque d’affaissement de terrain, l'inventaire national des cavités souterraines permet de localiser celles situées sur la commune.

#### Risques technologiques
Le risque de transport de matières dangereuses sur la commune est lié à sa traversée par des infrastructures routières ou ferroviaires importantes ou la présence d'une canalisation de transport d'hydrocarbures. Un accident se produisant sur de telles infrastructures est susceptible d’avoir des effets graves sur les biens, les personnes ou l'environnement, selon la nature du matériau transporté. Des dispositions d’urbanisme peuvent être préconisées en conséquence.

## Toponymie
La commune porte le nom de Baudile de Nîmes, originaire d'Orléans, mort martyr à Nîmes au IIIe siècle.

## Politique et administration
| Période                                  | Période   | Identité        | Étiquette | Qualité                                                                                 |
| ---------------------------------------- | --------- | --------------- | --------- | --------------------------------------------------------------------------------------- |
| Les données manquantes sont à compléter. |           |                 |           |                                                                                         |
| 1995                                     | mars 2014 | Francis Courtès | PRG       | Conseiller général du canton de Mende-Sud (2001-2015)                                   |
| mars 2014                                | En cours  | Didier Couderc  | DVG       | Employé Conseiller départemental du canton de Saint-Étienne-du-Valdonnez (juin 2022 → ) |

## Population et société

### Démographie

#### Évolution démographique
L'évolution du nombre d'habitants est connue à travers les recensements de la population effectués dans la commune depuis 1793. Pour les communes de moins de 10 000 habitants, une enquête de recensement portant sur toute la population est réalisée tous les cinq ans, les populations de référence des années intermédiaires étant quant à elles estimées par interpolation ou extrapolation. Pour la commune, le premier recensement exhaustif entrant dans le cadre du nouveau dispositif a été réalisé en 2006.

En 2022, la commune comptait 590 habitants, en évolution de −5,45 % par rapport à 2016 (Lozère : +0,11 %, France hors Mayotte : +2,11 %).
| 1793 | 1800 | 1806 | 1821 | 1831 | 1836 | 1841 | 1846 | 1851 |
| ---- | ---- | ---- | ---- | ---- | ---- | ---- | ---- | ---- |
| 650  | 660  | 543  | 541  | 497  | 475  | 479  | 524  | 527  |

| 1856 | 1861 | 1866 | 1872 | 1876 | 1881 | 1886 | 1891 | 1896 |
| ---- | ---- | ---- | ---- | ---- | ---- | ---- | ---- | ---- |
| 480  | 475  | 413  | 472  | 509  | 514  | 508  | 507  | 496  |

| 1901 | 1906 | 1911 | 1921 | 1926 | 1931 | 1936 | 1946 | 1954 |
| ---- | ---- | ---- | ---- | ---- | ---- | ---- | ---- | ---- |
| 516  | 451  | 397  | 325  | 326  | 330  | 330  | 258  | 250  |

| 1962 | 1968 | 1975 | 1982 | 1990 | 1999 | 2006 | 2011 | 2016 |
| ---- | ---- | ---- | ---- | ---- | ---- | ---- | ---- | ---- |
| 241  | 247  | 256  | 357  | 472  | 504  | 545  | 639  | 624  |

| 2021 | 2022 | - | - | - | - | - | - | - |
| ---- | ---- | - | - | - | - | - | - | - |
| 601  | 590  | - | - | - | - | - | - | - |

#### Pyramide des âges
La population de la commune est relativement jeune. En 2020, le taux de personnes d'un âge inférieur à 30 ans s'élève à 32 %, soit un taux supérieur à la moyenne départementale (29,7 %). Le taux de personnes d'un âge supérieur à 60 ans (26,3 %) est inférieur au taux départemental (33,1 %).
En 2020, la commune comptait 323 hommes pour 289 femmes, soit un taux de 52,78 % d'hommes, supérieur au taux départemental (49,89 %).
Les pyramides des âges de la commune et du département s'établissent comme suit :
| Hommes | Classe d’âge | Femmes |
| ------ | ------------ | ------ |
| 0,3    | 90 ou +      | 0,3    |
| 6,3    | 75-89 ans    | 6,3    |
| 19,1   | 60-74 ans    | 20,4   |
| 23,7   | 45-59 ans    | 24,8   |
| 16,3   | 30-44 ans    | 18,7   |
| 16,1   | 15-29 ans    | 14,5   |
| 18,2   | 0-14 ans     | 14,9   |

| Hommes | Classe d’âge | Femmes |
| ------ | ------------ | ------ |
| 1      | 90 ou +      | 2,8    |
| 9,1    | 75-89 ans    | 11,8   |
| 21,6   | 60-74 ans    | 21,1   |
| 21,5   | 45-59 ans    | 20,2   |
| 16,3   | 30-44 ans    | 15,9   |
| 15,5   | 15-29 ans    | 13,6   |
| 15     | 0-14 ans     | 14,6   |

## Économie

### Revenus
En 2018, la commune compte 247 ménages fiscaux, regroupant 592 personnes. La médiane du revenu disponible par unité de consommation est de 23 670 € (20 420 € dans le département).

### Emploi
|                | 2008  | 2013  | 2018  |
| -------------- | ----- | ----- | ----- |
| Commune        | 4,8 % | 2,3 % | 8 %   |
| Département    | 5 %   | 6,4 % | 7,1 % |
| France entière | 8,3 % | 10 %  | 10 %  |

En 2018, la population âgée de 15 à 64 ans s'élève à 390 personnes, parmi lesquelles on compte 80,3 % d'actifs (72,3 % ayant un emploi et 8 % de chômeurs) et 19,7 % d'inactifs,. En  2018, le taux de chômage communal (au sens du recensement) des 15-64 ans est supérieur à celui du département, mais inférieur à celui de la France, alors qu'il était inférieur à celui du département et de la France en 2008.
La commune fait partie de la couronne de l'aire d'attraction de Mende, du fait qu'au moins 15 % des actifs travaillent dans le pôle,. Elle compte 84 emplois en 2018, contre 106 en 2013 et 99 en 2008. Le nombre d'actifs ayant un emploi résidant dans la commune est de 287, soit un indicateur de concentration d'emploi de 29,3 % et un taux d'activité parmi les 15 ans ou plus de 62,6 %.
Sur ces 287 actifs de 15 ans ou plus ayant un emploi, 48 travaillent dans la commune, soit 17 % des habitants. Pour se rendre au travail, 92 % des habitants utilisent un véhicule personnel ou de fonction à quatre roues, 0,3 % les transports en commun, 2,4 % s'y rendent en deux-roues, à vélo ou à pied et 5,3 % n'ont pas besoin de transport (travail au domicile).

## Culture locale et patrimoine

### Lieux et monuments
- Les ruines du château de Montialoux.
- Église Saint-Bauzile de Saint-Bauzile.
- Église Saint-Martin du Falisson.

### Héraldique
| Blason de Saint-Bauzile | Blason  | D'azur, à une plaine herbée cousue de sinople, sur laquelle s'élève une tour d'argent, maçonnée de sable, accostée de deux brebis affrontées aussi d'argent ; le tout accompagné en chef de trois fontaines de même. |
| Blason de Saint-Bauzile | Détails | La tour représente l’ancienne forteresse de Montialoux, un des points fortifiés de la baronnie du Tournel qui était seigneur de la commune. La plaine herbée symbolise les vastes pâtures de la commune. Les deux brebis rappellent que Saint-Bauzile a pendant très longtemps été un lieu de tissage de la laine de mouton autrefois très florissante, à la fois sur le secteur de la vallée que sur la partie caussenarde de Saint-Bauzile. Le fond azur représente les cours d’eau de la vallée que sont le Bramont et la Nize. Les trois fontaines symbolisent saint Bauzile qui a été décapité et dont la tête en tombant rebondie trois fois, faisant jaillir trois sources. Les ornements sont une cardoule de sinople, fleurie d'or qui symbolise la partie caussenarde de la commune, mise en sautoir par la pointe et liée d'or avec une branche de châtaignier de sinople, fruitée d'or afin de symboliser les forêts en partie basse. Le listel d'argent porte le nom de la commune en lettres majuscules de sable. La couronne de tours dit que l’écu est celui d’une commune ; elle n’a rien à voir avec des fortifications. Le statut officiel du blason reste à déterminer. |